# Торгерсон, Сторм
Сторм Эльвин Торгерсон (англ. Storm Elvin Thorgerson; 28 февраля 1944 — 18 апреля 2013) — британский фотограф, дизайнер, кинематографист. В 1968 году основал дизайн-студию Hipgnosis. Автор большинства обложек альбомов Pink Floyd, в связи с чем иногда назывался «шестым членом группы». Кроме того, создавал обложки альбомов для Genesis, Led Zeppelin, Scorpions, The Mars Volta, Muse, 10cc, Cranberries, Питера Гэбриэла и других.

## Биография
Сторм Торгерсон родился 28 февраля 1944 года в городке Поттерс-Бар (англ. Potters Bar) графства Мидлсекс. Учился в школе Саммерхил, затем в Брунсвикской начальной школе (Brunswick Primary School) в Кембридже. Далее Сторм продолжил своё образование в Кембриджширской высшей школе для мальчиков (Cambridgeshire High School for Boys), где также обучались в то время Роджер Уотерс и Сид Барретт. Высшее образование получал в Лестерском университете, где учился с 1963 по 1966 год на факультете «Английского языка и философии». Также учился на факультете «Кинематографии и телевидения» в Королевском колледже искусств в Лондоне (с 1966 по 1969 год).
Умер 18 апреля 2013 года. Дэвид Гилмор по случаю смерти Торгерсона сказал: «Впервые мы встретились, когда были ещё подростками. Мы часто собирались в Sheep’s Green — это такое место у реки в Кембридже, и он постоянно разглагольствовал, производил больше всех шума, фонтанировал идеями и энтузиазмом. Таким он и оставался всю жизнь. Он всегда присутствовал в моей жизни — и на работе, и вне неё. И всегда был мне прекрасным другом, которому можно было открыть душу. Его работа, начиная с 1968 года и по сей день, — неотъемлемая часть нашего творчества. Мне будет очень не хватать его».

## Дизайн обложек
- 10cc:
  - Mirror Mirror (1994)
- The Amplifetes:
  - Where Is the Light (2013)
- Anthrax:
  - Stomp 442 (1995)
- Audioslave:
  - Audioslave (2002)
- Catherine Wheel:
  - Chrome (1993)
  - Happy Days (1995)
  - Like Cats and Dogs (сборник) (1996)
  - Adam And Eve (1997)
  - Wishville (2000)
- Black Sabbath
  - Technical Ecstasy (1976)
- Biffy Clyro:
  - Puzzle (2007)
    - «Saturday Superhouse» (2007)
    - «Living is a Problem Because Everything Dies» (2007)
    - «Folding Stars» (2007)
    - «Machines» (2007)
- The Cranberries:
  - Bury The Hatchet (1999)
  - Wake Up And Smell The Coffee (2001)
- Пол Брюс Дикинсон:
  - Tattooed Millionaire (музыкальное видео) (1990)
  - All the Young Dudes (музыкальное видео) (1990)
  - Skunkworks (1996)
- Dream Theater:
  - A Change of Seasons (1995)
  - Falling into Infinity (1997)
  - Once in a LIVEtime (1998)
  - 5 Years in a Livetime (1998)
- Иэн Дьюри:
  - Mr. Love Pants (1998)
- Ellis, Beggs, & Howard:
  - Homelands (1989)
- Ethnix:
  - Home Is Where The Head Is (2002)
- Europe:
  - Secret Society (2006)
- Genesis:
  - The Lamb Lies Down on Broadway (1974)
  - A Trick of the Tail (1976)
  - Wind & Wuthering (1976)
  - …And Then There Were Three… (1978)
- Дэвид Гилмор:
  - About Face (1984)
    - Blue Light и All Lovers Are Deranged музыкальные видео (1984)

  - David Gilmour in Concert DVD (2002)
- Helloween:
  - Pink Bubbles Go Ape (1991)
- The Mars Volta:
  - De-Loused in the Comatorium (2003)
    - «Inertiatic ESP» сингл (2003)
    - «Televators» сингл (2003)

  - Frances the Mute (2005)
    - «The Widow» сингл (2005)
- Muse:
  - Absolution (2003)
    - «Butterflies and Hurricanes» сингл (2004)

  - Black Holes and Revelations (2006)
  - «Uprising» сингл (2009)
- The Offspring:
  - Splinter (2003)
- Алан Парсонс:
  - Try Anything Once (1993)
  - On Air (1996)
  - The Time Machine (1999)
- Phish
  - Slip Stitch and Pass (1997)
- Pink Floyd:
  - A Saucerful of Secrets (1968)
  - Wish You Were Here (1975)
  - A Momentary Lapse of Reason (1987)
    - Learning to Fly (музыкальное видео) (1987)

  - Delicate Sound of Thunder (1988)
  - Shine On (1992)
  - The Division Bell (1994)
    - High Hopes (музыкальное видео) (1994)

  - P*U*L*S*E (1995)
  - Is There Anybody Out There? The Wall Live 1980–81 (2000)
  - Echoes: The Best of Pink Floyd (2001)
  - Oh, By the Way (2007)
  - Ummagumma (1969)
- Program the Dead:
  - Program The Dead (2005)
- Rainbow:
  - Bent Out of Shape (1983)
    - Street of Dreams (музыкальное видео) (1983)
- Shpongle:
  - Ineffable Mysteries from Shpongleland (2009)
- Styx:
  - «Cyclorama» (2003)
- Thornley:
  - Come Again (2004)
  - Tiny Pictures (2009)
- Umphrey's McGee:
  - Safety In Numbers (2006)
  - The Bottom Half (2007)
- Ween:
  - The Mollusk (1997)
- Ричард Райт:
  - Broken China (1996)
- Yes:
  - Owner of a Lonely Heart (музыкальное видео) (1983)
- Paul Young:
  - Wherever I Lay My Hat (That's My Home)
- Younger Brother:
  - Last Days of Gravity (2007)
  - Vaccine (2011)
- Yourcodenameis:milo:
  - Rapt. Dept. (2005)
  - 17 (2005)
  - Ignoto (2005)

## Taken by Storm
В 2015 году вышел документальный фильм «Taken by Storm».